# Regenstauf
Regenstauf es una comunidad de Baviera (Alemania), situada en los alrededores de la ciudad de Ratisbona, en el distrito de Alto Palatinado. Es el lugar más septentrional del Distrito, siendo su centro económico y cultural.

## Geografía

Situación de Regenstauf en Ratisbona.

Regenstauf se encuentra en el lugar más septentrional de Ratisbona. Su nombre proviene del río Regen que pasa por sus tierras y que desemboca a quince Kilómetros más al sur, en el Danubio, cerca de Ratisbona. 

## Lugares de interés
Regenstauf cuenta con muchos lugares de interés, entre ellos la famosa Torre Mirador ( Aussichtsturm).

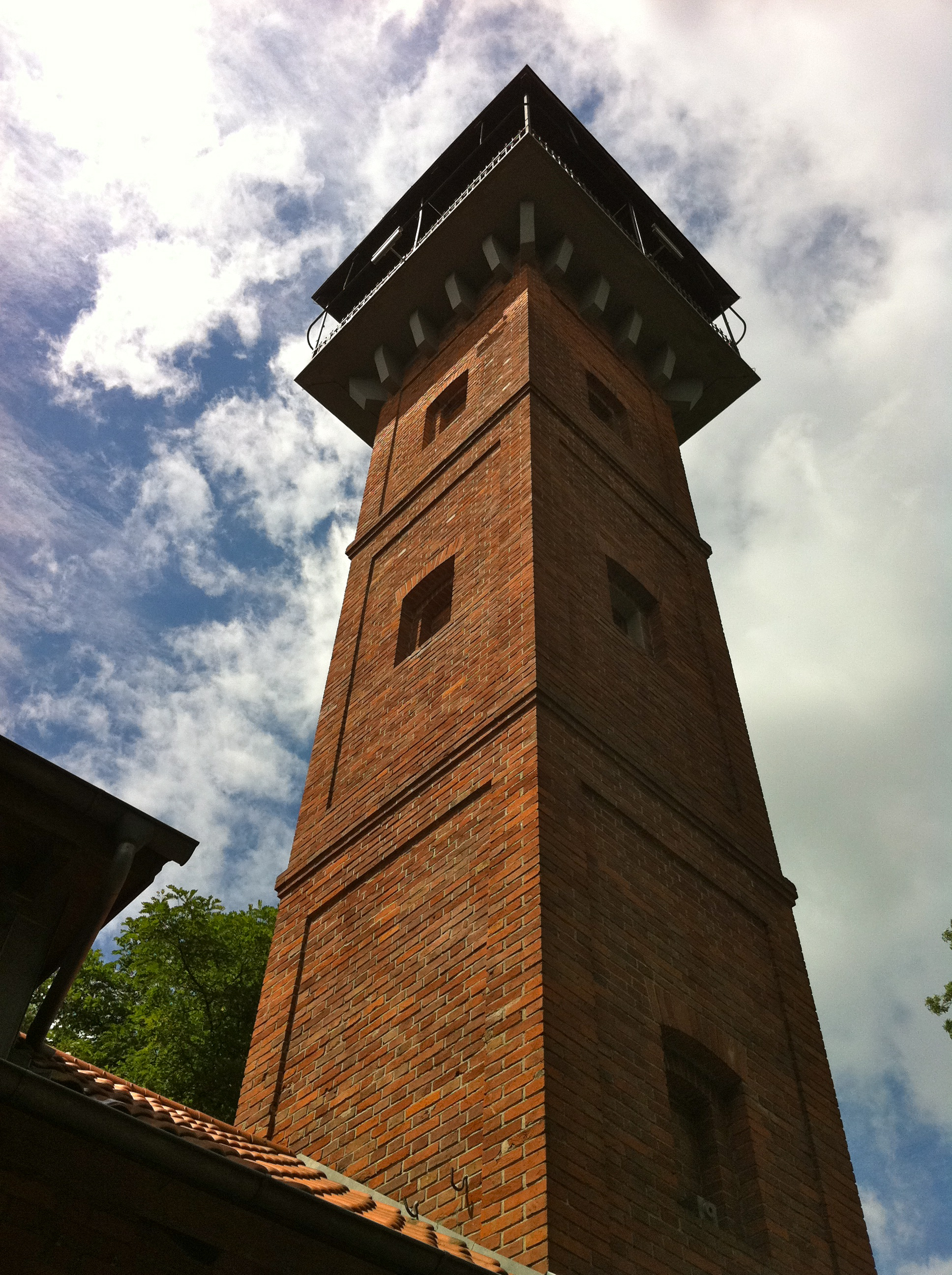
Aussichtsturm (torre mirador)

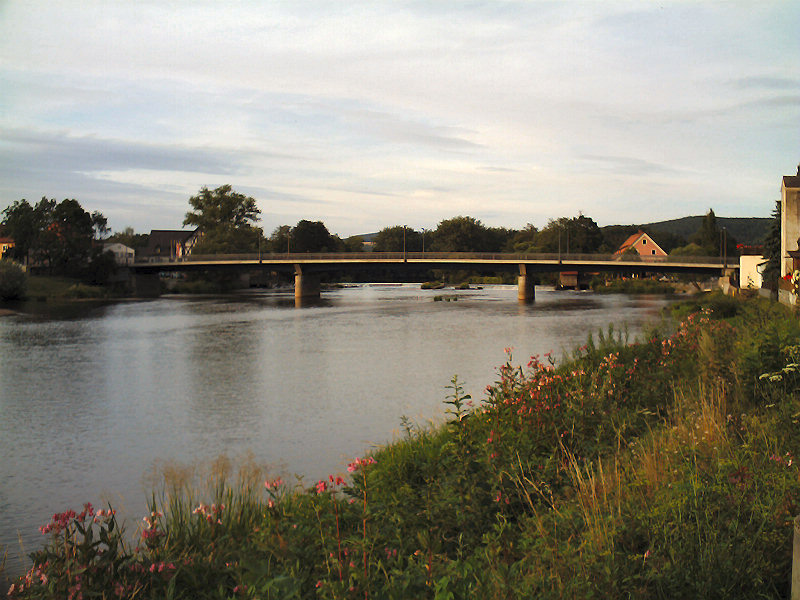
Rio Regen

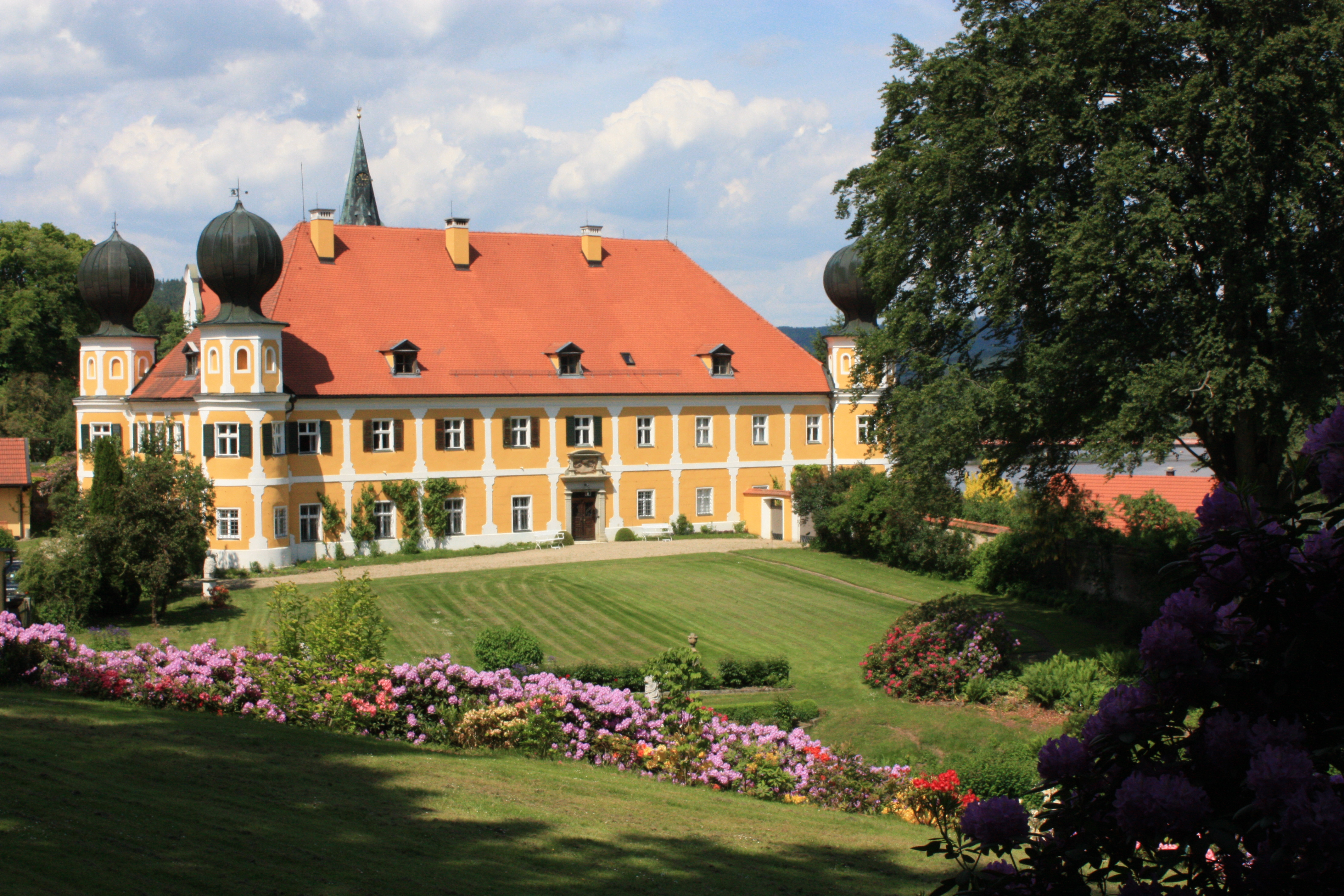
Castillo Ramspau con Jardín

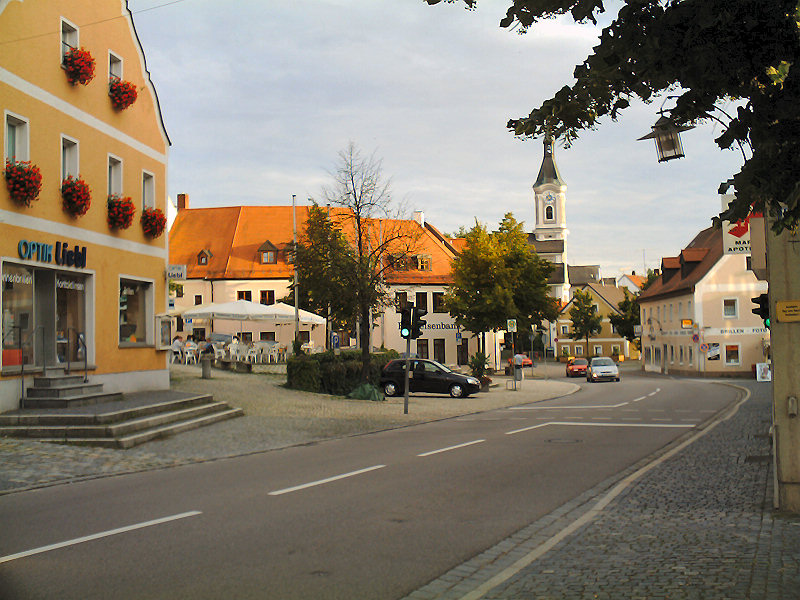
El centro de Regenstauf

- Aussichtsturm Torre mirador de 436 metros de altura.
- Schlossbergturm, edificada en 1891 la Torre del Castillo
- Burgstall
- Castillo Spindlhof
- Castillo Ramspau
- Castillo Hirschling
- Castillo Glapfenberg
- Castillo de Karlstejn
- Castillo Steinsberg
- Gran carrera en Drackenstein